# Hala Podpromie w Rzeszowie
Hala Podpromie w Rzeszowie ou Regionalne Centrum Sportowo-Widowiskowe "Podpromie" im. Jana Strzelczyka est une salle omnisports située à Rzeszów, dans la voïvodie des Basses-Carpates, en Pologne.

## Événements
- Groupe C du premier week-end des tournois préliminaires du Grand Prix Mondial de volley-ball 2007

## Galerie

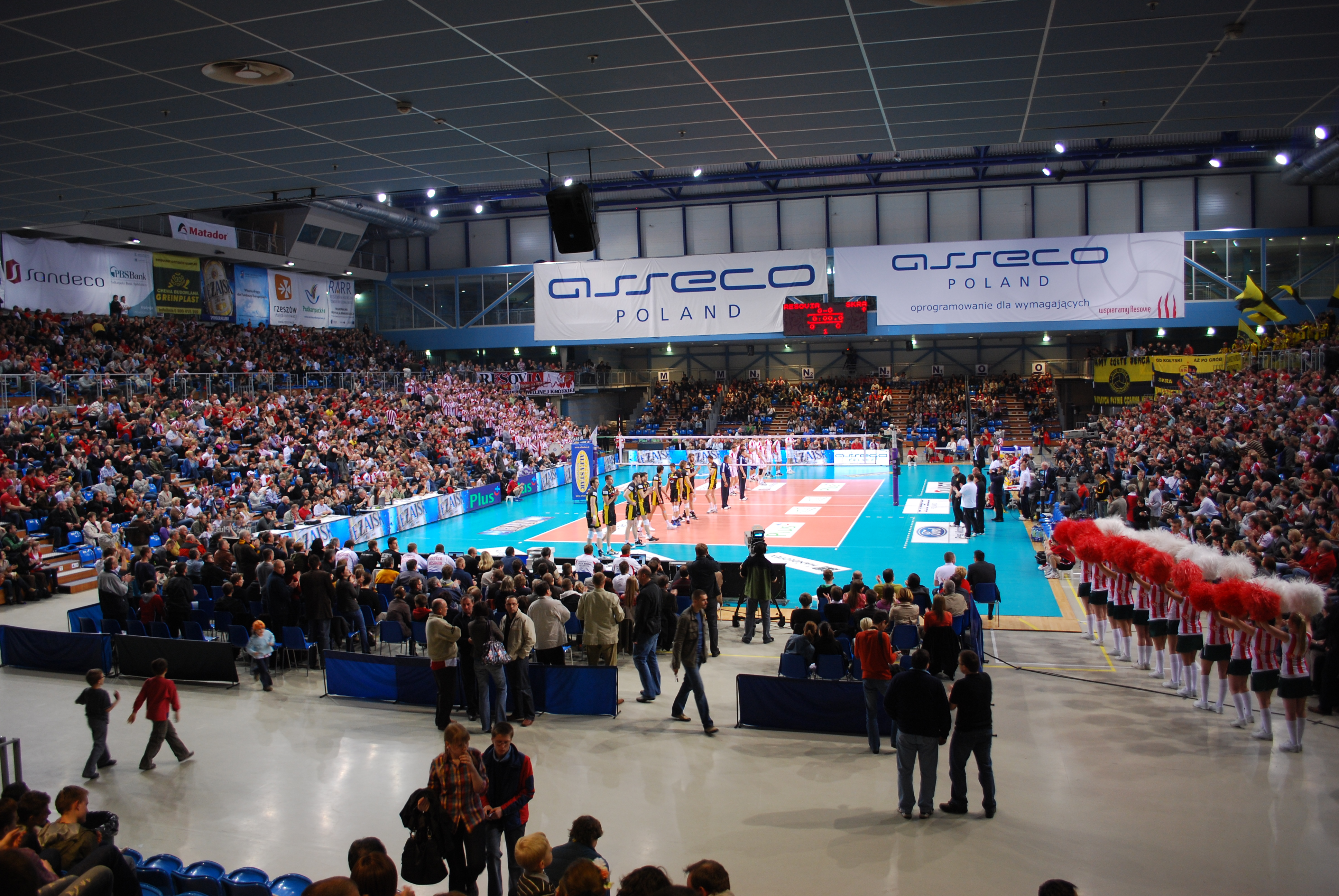